# Weißbauch-Staffelschwanz

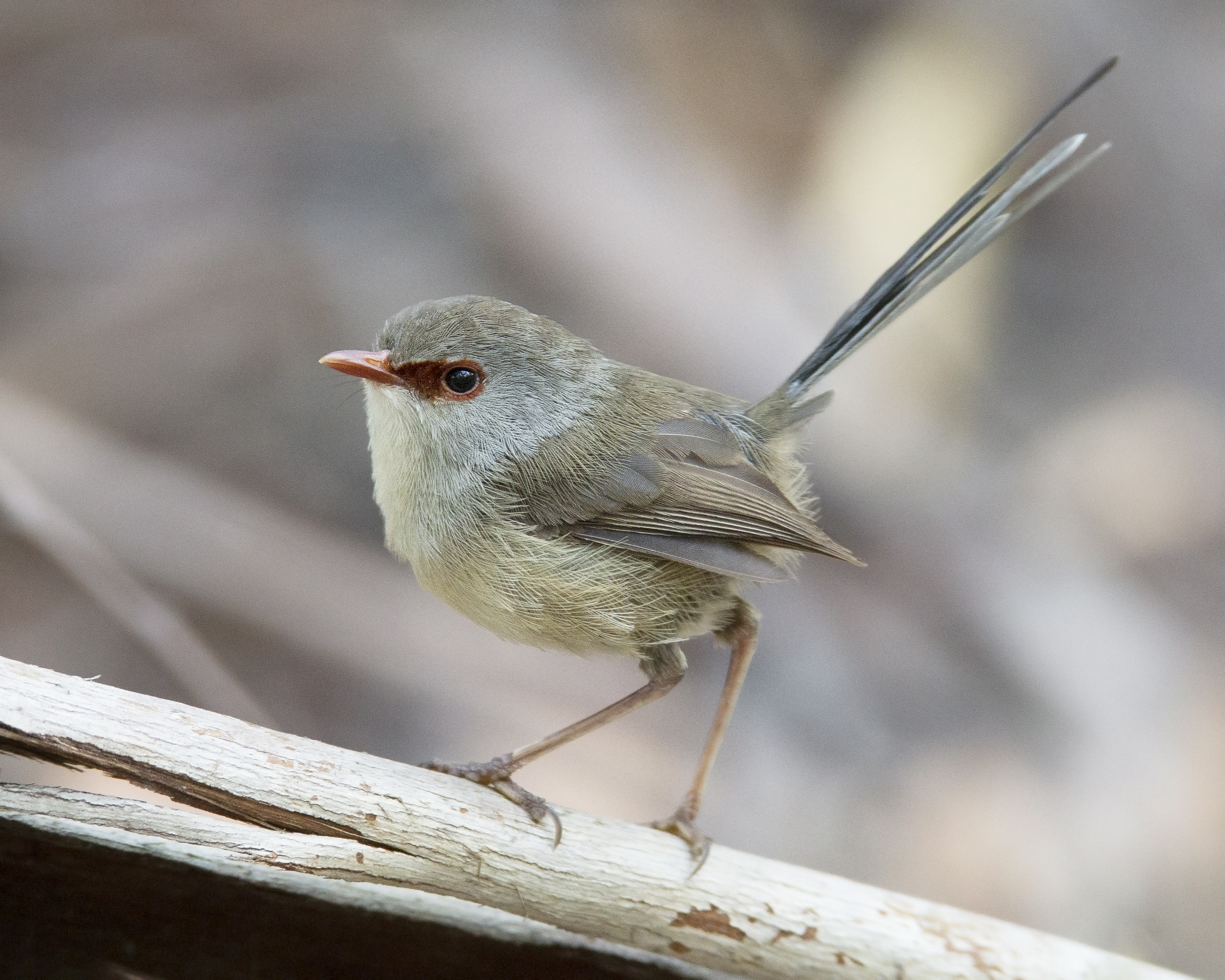
Weißbauch–Staffelschwanz (Malurus lamberti), Weibchen

Verbreitungskarte des Weißbauch–Staffelschwanzes

Der Weißbauch–Staffelschwanz (Malurus lamberti), auch Purpurstaffelschwanz genannt, ist ein in Australien endemischer Singvogel aus der Familie der Staffelschwänze (Maluridae) in der Ordnung der Sperlingsvögel (Passeriformes).

## Merkmale
Der Weißbauch-Staffelschwanz erreicht eine Gesamtlänge von 12 bis 15 Zentimetern. Zwischen den Geschlechtern besteht bezüglich der Gefiederfarbe ein deutlicher Sexualdimorphismus. Die Männchen präsentieren in der Balz- und Brutzeit ein farbenprächtiges Gefieder (Prachtkleid).
Das Männchen ist variabel gefärbt. Zwischen den dunklen Augen und dem schwarzen Schnabel besitzt das Männchen einen hellblau gefärbten Kopf der vom Schnabelansatz über die Stirn bis zum Hinterkopf und um die Augen reicht. Im Verlauf ist dieser Bereich nicht einheitlich hellblau gefärbt und variiert durch helle, schimmernde oder schillernde blaue Farbübergänge. Der Ohrenfleck ist blau, die Kehle und der obere Teil der Brust sind schwarz gefärbt. Der untere Teil der Brust und der Bauch sind weiß oder cremefarben gefärbt. Die Schultern sind mit einem großen kastanienbraunem Fleck gefärbt und von den sandbraunen Flügeln abgestuft.
Das Weibchen ist deutlich unauffälliger gefärbt und in seinem Lebensraum gut getarnt. Die Färbung ist sandbraun mit einem helleren Bereich vom Schnabel bis zum Bauch und zum Schulterbereich. Der Bauch ist im Verlauf bis zum Bürzel durch eine cremefarbene Färbung ab dem unteren Brustbereich deutlich abgestuft. Bei Weibchen aus dem Northern Territory und aus Western Australia wurde ein weißer Bauch bei Untersuchungen aufgezeichnet. Der Schnabel und ein schmales Band zwischen dem Schnabel und den dunklen Augen sind rot gefärbt. Um die Augen verlaufen rote Augenringe, die ein maskenhaftes Aussehen erzeugen.
Beide Geschlechter weisen graublaue Schwanzfedern mit weißer Spitze, dunkle Augen und braune Beine auf. Die Flügel sind bei beiden sandbraun mit einer dunkleren Flügeloberseite. Das Gesamtgewicht betrug bei den untersuchten Exemplaren im Schnitt 8,1 g bis 8,2 g, wobei der Unterschied zwischen Männchen und Weibchen kaum wahrnehmbar war. Die Schwanzlänge betrug bei den Männchen 7,85 cm und variierte bei den Weibchen von 7,18 cm bis 7,51 cm und stellt ungefähr die Hälfte der gesamten Körperlänge dar.

### Ähnliche Arten
Ähnliche Vogelarten sind der Schmuckstaffelschwanz (Malurus amabilis), der Blaubrust-Staffelschwanz (Malurus amabilis) und der Silberkopf-Staffelschwanz (Malurus elegans). Ein eindeutiges Unterscheidungsmerkmal, das den Weißbauch-Staffelschwanz kennzeichnet, sind hell– bis dunkelblaue Federn an den Randbereichen der Brust.

## Verbreitung
Das Hauptverbreitungsgebiet wurde in den küstennahen Bereichen im Südosten von Australien in New South Wales und in Queensland bis zum nördlichen Bereich von Gladstone nachgewiesen. Daneben wurde der Weißbauch-Staffelschwanz in weiten Teilen von Australien mit Ausnahme der äußeren südlichen und nördlichen Bereiche des Kontinents beobachtet.
Die Verbreitung in den besiedelten Lebensräumen umfasst eine Gesamtfläche von mehr als 20000 km².

## Lebensweise

### Lebensraum
Als geeignete Lebensräume des Weißbauch-Staffelschwanzes wurden locker mit Gehölzen bestandene Habitate beschrieben. Durch den menschlichen Besiedlungsdruck wurden parkähnliche Gartenanlagen mit lockerem Baumbestand als Ersatzlebensraum angenommen. Der Weißbauch-Staffelschwanz tritt häufig in kleinen Gruppen auf. In seinem Verbreitungsgebiet besiedelt er offene Laubwälder, Eukalyptuswälder, Mallee, mit Mulga bewachsene Gebiete und vereinzelt subtropische Regenwaldränder.

### Nahrung
Die Nahrungssuche findet am Boden, an niedrigen Pflanzen und Büschen von immergrünen Laubsträuchern und Bäumen statt. Es werden aufgeschreckte und vorbeifliegende Insekten, Wirbellose und verschiedene Pflanzensamen gefressen.

### Lebensdauer
Die durchschnittliche Lebenserwartung im natürlichen Lebensraum beträgt im Durchschnitt 8,3 Jahre und erhöht sich in Gefangenschaft als Zier- oder Zuchtvogel aufgrund der Versorgung durch den Menschen.

### Gelege und Brut
Das Nest wird vom Weibchen des Weißbauch-Staffelschwanzes am Boden in der Nähe von Bäumen und dicht über dem Boden in Büschen oder auf Bäumen errichtet. Es besteht im Durchschnitt aus drei bis vier weißen bis rötlichweißen Eiern mit roten Flecken und Punkten. Das Gewicht der Eier betrug jeweils ca. 1,3 g.
Die Brut wird nur vom Weibchen im Zeitraum von September bis Dezember durchgeführt und dauert ungefähr 15 Tage. Das Männchen versorgt die Nestlinge und gelegentlich das Weibchen während der Brut mit Nahrung.

### Gesang
Der Weißbauch-Staffelschwanz ist durch ein krächzendes oder auch kratzendes „tschrrrr“ wahrnehmbar. Meist verhält er sich jedoch unauffällig und ist schweigsam.

## Gefährdungsstatus
Der Lebensraum des Weißbauch–Staffelschwanzes ist durch die Umwandlung von Wäldern und Gehölzen für die Besiedlung oder die landwirtschaftliche Nutzung der Flächen gefährdet. Von der IUCN wurde er mit dem Status  Least Concern (Nicht gefährdet) und einem stabilen Populationstrend eingestuft.
Die Population wurde mit der Einstufung „Unbekannt“ ausgewiesen, wodurch sich keine Vergleiche zur Entwicklung der Population ableiten lassen und der vermutete Wert eines stabilen Populationstrends veröffentlicht wurde. Besondere Gefahren für den Weißbauch–Staffelschwanz wurden im Untersuchungsbericht keine festgestellt und keine besonderen Schutzmaßnahmen beschlossen.